# Списък на реките в щата Ню Йорк
Списъкът на реките в Ню Йорк включва основните реки, които текат в щата Ню Йорк, Съединените американски щати.
Най-големите реки в щата са Хъдсън, Мохок, Дженези. На север по границата с Канада тече река Сейнт Лорънс. Щатът се отводнява главно в Атлантическия океан чрез реките Хъдсън, Делауеър, Саскуехана и Сейнт Лорънс. Югозападната част се отводнява посредством река Алигени, която се влива в река Охайо, а от там – в Мисисипи и накрая в Мексиканския залив.

## По водосборен басейн
Басейн на Хъдсън
- Норд Ривър
  - Хъдсън
    - Рондаут
      - Уолкил Ривър

    - Мохок
      - Шохари

    - Сакандага

Басейн на Делауеър
- Делауеър
  - Невърсинк

Басейн на Саскуехана
- Саскуехана
  - Ченанго
    - Тиониога

  - Чимънг
  - Кохоктон
  - Тиога
    - Канистео

  - Унадила

Басейн на Сейнт Лорънс
Езеро Шамплейн
- Саранак

Сейнт Лорънс
- Сейнт Лорънс
  - Осуегачи
  - Сейнт Реджис
  - Ракет

Езеро Онтарио
- Осуиго
  - Сенека
    - Канандаго Крийк
      - Мъд Крийк
      - Флинт

- Блек Ривър

- Дженези

Езеро Ери
- Тоноуанда Крийк

- Бъфъло Крийк

- Катарагус Крийк

Басейн на Мисисипи
- Мисисипи
  - Охайо
    - Алигени
      - Кониуанго
      - Осуайо Крийк

## По азбучен ред
- Алигени
- Блек Ривър
- Бъфало Крийк
- Делауеър
- Дженези
- Канандаго Крийк
- Канистео
- Катарагус Крийк
- Кониуанго
- Кохоктон
- Мохок
- Мъд Крийк
- Невърсинк
- Норд Ривър
- Осуайо Крийк
- Осуегачи
- Осуиго
- Ракет
- Рондаут
- Сакандага
- Саранак
- Саскуехана
- Сейнт Лорънс
- Сейнт Реджис
- Сенека
- Тиога
- Тиониога
- Тоноуанда Крийк
- Унадила
- Уолкил Ривър
- Флинт
- Хъдсън
- Ченанго
- Чимънг
- Шохари